# Shut Up (альбом LaFee)
Shut Up (с англ. — «Заткнись!») — третий студийный альбом немецкой рок-исполнительницы LaFee. Пластинка является дебютным англоязычным альбомом певицы и содержит англоязычные версии песен с первых двух студийных альбомов LaFee и Jetzt Erst Recht. В поддержку альбома был выпущен один официальный сингл, одноимённый альбому.

## Список композиций
| №                   | Название               | Оригинал            | Длительность |
| ------------------- | ---------------------- | ------------------- | ------------ |
| 1.                  | «Midnight Strikes»     | Mitternacht         | 4:46         |
| 2.                  | «Shut Up!»             | Heul Doch           | 4:04         |
| 3.                  | «Now’s The Time»       | Jetzt Erst Recht    | 4:07         |
| 4.                  | «On The First Night»   | Das Erste Mal       | 3:20         |
| 5.                  | «Come On»              | Beweg Dein Arsch    | 2:41         |
| 6.                  | «Set Me Free»          | Lass Mich Frei      | 3:29         |
| 7.                  | «Tell Me Why»          | Wer Bin Ich         | 4:28         |
| 8.                  | «Little Princess»      | Prinzesschen        | 4:21         |
| 9.                  | «Scabies»              | Virus               | 3:57         |
| 10.                 | «What’s Wrong With Me» | Was It Das          | 4:00         |
| 11.                 | «Lonely Tears»         | Der Regen Fällt     | 4:29         |
| 12.                 | «Hot»                  | Heiß                | 3:24         |
| Общая длительность: | Общая длительность:    | Общая длительность: | 45:06        |

## Чарты
| Чарт (2006)           | Макс. позиция |
| --------------------- | ------------- |
| Austrian Albums Chart | 31            |
| German Albums Chart   | 21            |